# Liste des gares de la Gironde

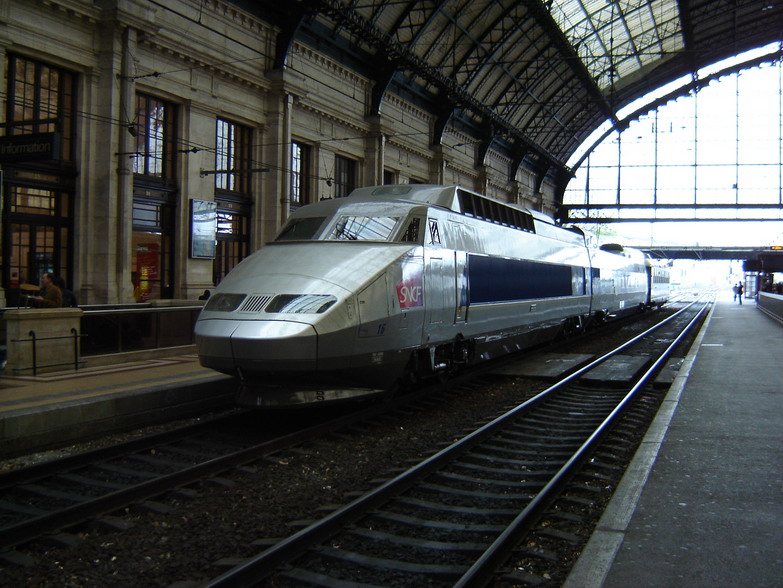
TGV en gare de Bordeaux-Saint-Jean.

La liste des gares de la Gironde est une liste des gares ferroviaires, haltes ou arrêts, situées dans le département de la Gironde, en région Nouvelle-Aquitaine.
Liste actuellement non exhaustive, les gares fermées sont en italique.

## Gares ferroviaires des lignes du réseau national

### Gares ouvertes au trafic voyageurs
- Gare d'Alouette-France
- Gare d'Arbanats
- Gare d'Arcachon
- Gare d'Aubie - Saint-Antoine
- Gare de Barsac
- Gare de Bassens
- Gare de Beautiran
- Gare de Bègles
- Gare de Blanquefort
- Gare de Bordeaux-Saint-Jean
- Gare du Bouscat-Sainte-Germaine
- Gare de Bruges (Gironde)
- Gare de Cadaujac
- Gare de Castillon
- Gare de Caudéran-Mérignac
- Gare de Caudrot
- Gare de Cavignac
- Gare de Cenon
- Gare de Cérons
- Gare de Coutras
- Gare de Cubzac-les-Ponts
- Gare des Églisottes
- Gare de Facture-Biganos
- Gare de Gauriaguet
- Gare de Gazinet-Cestas
- Gare de Gironde
- Gare de la Grave-d'Ambarès
- Gare de Gujan-Mestras
- Gare de La Gorp
- Gare de La Hume
- Gare de la Pointe-de-Grave
- Gare de La Réole
- Gare de La Teste
- Gare de Lamothe-Landerron
- Gare de Langon
- Gare de Lesparre
- Gare de Libourne
- Gare de Ludon
- Gare de Macau
- Gare de Marcheprime
- Gare de Margaux
- Gare de Mérignac-Arlac
- Gare de Moulis - Listrac
- Gare de Parempuyre
- Gare de Pauillac
- Gare de Pessac
- Gare de Podensac
- Gare de Portets
- Gare de Preignac
- Gare de Soulac-sur-Mer
- Gare de Saint-André-de-Cubzac
- Gare de Saint-Denis-de-Pile
- Gare de Saint-Émilion
- Gare de Sainte-Eulalie-Carbon-Blanc
- Gare de Sainte-Foy-la-Grande
- Gare de Saint-Loubès
- Gare de Saint-Macaire
- Gare de Saint-Mariens-Saint-Yzan
- Gare de Saint-Médard-de-Guizières
- Gare de Saint-Médard-d'Eyrans
- Gare de Saint-Pierre-d'Aurillac
- Gare de Saint-Seurin-sur-l'Isle
- Gare de Saint-Sulpice-Izon
- Gare du Teich
- Gare de Vayres
- Gare du Verdon
- Gare de Villenave-d'Ornon

### Gares fermées au trafic voyageurs: situées sur une ligne en service
- Gare de Bordeaux-Benauge
- Gare de Croix-d'Hins
- Gare de Lamothe
- Gare de Lormont
- Gare de Talence-Médoquine

### Gares fermées au trafic voyageurs: situées sur une ligne en service exclusivement fret
- Gare de Cazaux-Hameau
- Gare de Cazaux-Lac
- Gare du Courneau (La Teste-de-Buch)
- Arrêt du Pont de Saous (La Teste-de-Buch)

### Gares fermées au trafic voyageurs: situées sur une ligne fermée
- Gare d'Andernos les Bains
- Gare d'Arès
- Gare d'Audenge
- Gare d'Avesan
- Halte de Babinots
- Gare de Bazas
- Gare de Beaulac-Bernos
- Gare de Belin-Béliet
- Halte de Blanc (Gaillan-en-Médoc)
- Gare de Blaye
- Gare de Bellefond
- Gare de Berthenon-Berson
- Gare des Billaux
- Halte de Bois-Bonin
- Gare de Bordeaux-Passerelle
- Gare de Bouilac
- Gare de Bourg-sur-Gironde
- Halte du Bournet (Salles)
- Gare de Cabanac
- Gare de Captieux
- Gare de Carcans
- Halte de Cars-Blaye
- Gare de Cars - Saint Paul
- Halte de Cartignac (Hourtin)
- Halte de Cassy
- Gare de Castelnau-de-Médoc
- Gare de Citon - Cénac
- Gare de Comps
- Gare de Créon
- Halte de Cudos
- Gare de Daignac
- Halte de Devinas (Carcans)
- Gare de Dieulivol
- Gare d'Espiet
- Gare d'Etauliers
- Gare d'Eyrans-Cartelègue
- Gare d'Eyzines
- Gare de Floirac-La Souys
- Halte de Fours-Mazion
- Gare de Frontenac
- Gare de Galgon
- Halte du Haillan
- Gare d'Hostens
- Gare d'Hourtin
- Halte de Huga (Lacanau)
- Halte d'Issac (Saint Médard en Jalles - desserte du camp militaire de Souge)
- Halte de Joué (Belin-Béliet)
- Gare de La Brède
- Halte de Laburthe (Saint Léger de Balson)
- Gare de Lacanau-Océan
- Gare de Lacanau-Ville
- Gare de Lanton
- Gare de Lapouyade
- Gare de Latresne
- Halte de Lauros (Le Porge)
- Gare de Lège
- Halte du Lignan (Saint Médard en Jalles)
- Gare de Lignan-de-Bordeaux
- Halte de Lupian (Hourtin)
- Halte de Magenta (Saint-Symphorien)
- Gare de Mesterrieux
- Gare de Mios
- Halte de Mistre (Le Porge)
- Halte de Mistre (Lacanau)
- Gare de Monségur
- Gare du Moutchic (Lacanau)
- Gare de Naujac-Saint Isidore
- Gare de Neuffons
- Gare du Nizan
- Gare de Périssac
- Halte de Pipeyrous (Carcan)
- Gare de Plassac-Gironde
- Gare du Porge
- Gare du Poteau (base américaine, Captieux)
- Halte de Prignac-Marcamps
- Gare de Ravezies  (ex-Bordeaux Saint-Louis)
- Gare de Roaillan
- Gare de Sadirac
- Gare de Saint-Aubin de Blaye
- Gare de Saint-Brice de Gironde
- Gare de Saint Christoly
- Gare de Saint-Ciers sur Gironde
- Gare de Saint Gervais
- Halte de Saint-Léger
- Gare de Saint-Magne
- Halte de Saint-Martin
- Gare de Saint-Martin-du-Puy
- Gare de Saint-Médard en Jalles
- Halte de Saint-Morillon
- Gare de Saint Savin
- Gare de Saint-Seurin
- Halte de Saint-Seurin-Bayon
- Gare de Saint-Symphorien
- Gare de Sainte-Hélène
- Gare de Salaunes
- Gare de Salles
- Gare de Saumos
- Halte de La Saussouze (Lège)
- Gare de La Sauve
- Halte de La Saye (Mios)
- Gare de Sauveterre-de-Guyenne
- Halte de Talaris (Lacanau)
- Gare de Tauriac-le-Mauron
- Gare de Taussat
- Halte de Tronquats (Sainte-Hélène)
- Gare du Tuzan
- Gare d'Uzeste
- Gare de Villagrains
- Gare de Villandraut
- Gare de Villeneuve-Roque de Thau

### Gares ouvertes uniquement à un trafic touristique
- Gare de Guîtres
- Gare de Marcenais

## Voie étroite
- Gare du Bélissaire (Cap Ferret)
- Terminus de la plage de l'horizon (Cap Ferret)
- Gare de Bordeaux-Cadillac (détruite)
- Gare de Camblanes (fermée)
- Gare du Tourne-Langoiran (fermée)
- Gare de Cadillac (détruite)

## Grandes gares de correspondance en Gironde
- Gare de Bordeaux-Saint-Jean
- Gare de Libourne

## Les lignes ferroviaires
- Ligne de Paris à Bordeaux
- Ligne de Bordeaux à Irun
- Ligne de Chartres à Bordeaux
- Ligne de Bordeaux à Toulouse
- Ligne du Médoc
- Ligne de Bordeaux à Arcachon
- Ligne de Libourne au Buisson
- Ligne de Coutras à Tulle
- Ligne de Cavignac à Coutras (Déclassée en 1976 - ligne touristique)
- LGV Sud Europe Atlantique (ouverture en 2017)
- Ligne de Blaye à Saint-André de Cubzac (fermée en 1954)
- Ligne de Saint-Mariens - Saint-Yzan à Blaye (fermée aux voyageurs : 1938)
- Ligne de Blaye à Saint-Ciers sur Gironde (fermée en 1970)
- Ligne de Bordeaux à Eymet (définitivement fermée en 1994)
- Ligne de Bordeaux à Lacanau (fermeture définitive aux voyageurs 1952, aux marchandises 1954, déclassée en 1979, fermée en 1978)
- Ligne de Lesparre à Saint-Symphorien (fermeture définitive aux voyageurs : 1954, aux marchandises : 1978)
- Ligne du Nizan à Luxey (fermeture aux voyageurs par section : de 1950 à 1954, aux marchandises : 1978)
- Ligne de Langon à Gabarret (fermée)
- Ligne de Hostens à Beautiran (fermeture définitive aux voyageurs : 1954, aux marchandises : 1978)
- Ligne de Margaux à Sainte-Hélène (fermeture partielle : 1933 ; fermeture définitive : 1978)
- Ligne de La Teste-de-Buch à Cazaux-Lac (exclusivement fret)
- Tramway de Bordeaux à Cadillac (voie métrique, fermée en 1935, déposée)

## Les anciennes compagnies ferroviaires
- Compagnie du Chemin de fer de Paris à Orléans ou P.O
- Compagnie des chemins de fer de l'État